# Wilhelm Ludwig Volz
Wilhelm Ludwig Volz (Rastatt, 18 de março de 1799 — Tübingen, 19 de agosto de 1855) foi um oficial do Grão-ducado de Baden e o  primeiro professor de engenharia mecânica da Escola politécnica de Karlsruhe.

## Vida
Em 1824 Volz entrou no Regimento de Infantaria de Linha von Stockhorn Nr. 3 do exército de Baden.
Em 1825 foi denominado professor de matemática pura, geometria descritiva e ciência das máquinas. De 1837 a 1840 foi diretor do Karlsruher Polytechnikum. De 1841 a 1855 foi professor ordinário de tecnologia da Universidade de Tübingen, onde foi reitor de 1848 a 1849.

## Obras
- Gewerbskalender. (Editor), 1833–1835.
- Polytechnische Mittheilungen. (Editor com Karl Karmarsch), publicado até 1846.